# はじまりはいつも雨
「はじまりはいつも雨」（はじまりはいつもあめ）は、ASKAの楽曲。自身の3作目のシングルとして、ポニーキャニオンから1991年3月6日に発売された。

## 背景
当初は本作の発売の予定がなく、松下電器産業（現・パナソニック）からCMのタイアップを依頼されて、「はじまりはいつも雨」がアルバム収録用として作られたが、CMが放送された途端に問い合わせが殺到し、急遽シングル曲として本作をリリースすることが決定した。

## 批評
ASKAは、1991年にCHAGE&ASKA（現：CHAGE and ASKA）としてもシングル「SAY YES」や「僕はこの瞳で嘘をつく」、アルバム『TREE』で当時の記録を塗り替えて数々の賞を受賞しており、一躍脚光を浴びることになる。発売当時、33歳であったASKAは「SAY YES」や本作のミリオンヒットによって、人生のピークだとしたらと考えてしまい恐怖と似た感覚になったという。
KinKi Kidsの堂本剛は、小学6年生の時に初めて買った CDが本作であり、2013年には堂本が自身のカバーアルバム『カバ』で、表題曲をカバーしている。

## 歌詞カードの誤植
- 『はじまりはいつも雨』の2番のサビに、「失くした恋達の」と歌われている部分があるが、1991年3月6日に発売された8cmCDとカセットテープの歌詞カードでは、「失くした恋達も」と誤植されており、日本語としての辻褄が合っていない。しかし、その後の収録作品（ベストアルバム『SCENE II』など）では、全て「失くした恋達の」に修正されている。なお、シングルCDの歌詞カードで同曲を覚え込んだ堂本剛は、間違った歌詞のままでカバーしている。

## 受賞歴
- 第33回日本レコード大賞[8]
  - 作曲賞
  - ゴールド・ディスク賞
  - 最優秀歌唱賞
- 第6回日本ゴールドディスク大賞[9]
  - ベスト5・シングル賞

## チャート成績
発売直後からロングセラーとなり、半年後の9月にミリオンセラーを達成した:387。オリコン集計による累計売上枚数は116.3万枚を記録している。出荷枚数は120万枚以上を記録し、売上枚数・出荷枚数共にミリオンセラーとなり、ASKAソロ名義の作品として最大ヒット作品となった。
オリコン週間ランキング10位以内に本作は通算22週ランクインをしており、首位を獲得していないシングルの中では歴代1位の記録となる。

## 収録曲
| 全作詞・作曲: 飛鳥涼、全編曲: 澤近泰輔。 |                        |        |            |      |
| #                                        | タイトル               | 作詞   | 作曲・編曲 | 時間 |
| 1.                                       | 「はじまりはいつも雨」 | 飛鳥涼 | 飛鳥涼     | 4:26 |
| 2.                                       | 「君が愛を語れ」       | 飛鳥涼 | 飛鳥涼     | 5:32 |
| 合計時間:                                | 合計時間:              | 9:58   |            |      |

## 楽曲解説
1. はじまりはいつも雨
パナソニック「HALFコンポ」CMソング。また、映画『おいしい結婚』主題歌。
リズミカルな曲調で、恋人同士の絆を歌った楽曲[14]。gooが2018年に発表した「雨」がテーマの曲で思い浮かぶ楽曲ランキングでは2位にランクインした[14]。
文化放送『SUPER COUNTDOWN 50』では、放送1000回分（1990.10 - 2010.4）のリクエストトータルランキングで第1位を獲得した（週間ランキングでは第3位が最高であった）[15]。
2005年に発売されたアルバム『SCENE III』ではこの曲の続編ストーリーを描いたとされる楽曲「愛温計」が収録されている[16]。
2. 君が愛を語れ
シングル発売が決まり、カップリング用に急遽作られた楽曲。ASKAは当時の雑誌のインタビューで「あわてて作った曲」とコメントしている。
天安門事件や湾岸戦争、イラク軍のクウェート侵攻など、当時の世界情勢に対する不安な思いが歌詞に込められている[17]。

## 収録アルバム
国内盤
- SCENE II (#1,#2)※両方ともアルバム・ヴァージョン
- ASKA the BEST Selection 1988-1998 (#1,#2)※両方ともアルバム・ヴァージョン
- SCENE I & II limited edition (#1,#2)※#2はアルバム・ヴァージョン
- SCENE of SCENE 〜selected 6 songs from SCENE I,II,III〜 (#1,#2)※#2はアルバム・ヴァージョン
- 12 (#1,#2) 両方ともセルフカバー
- We are the Fellows (#1,#2)

海外盤
- 倆心知〜原創紀念歌集 (#1)※アルバム・ヴァージョン
- 飛鳥〜飛鳥涼作品集 (#1,#2)※両方ともアルバム・ヴァージョン
- Asian Communications Best (#1,#2)※#2はアルバム・ヴァージョン

## カバー作品
はじまりはいつも雨
レオン・ライ（黎明） 「倆心知」のタイトルで広東語カバー。アルバム『我的感覺』.香港映画 『神算』（The Magic Touch）（1991年）主題歌
東山紀之 ビデオ『少年隊SELECT SONG』（2001年12月21日）
佐藤竹善 アルバム『THE HITS〜CORNERSTONES 3〜』（2004年10月27日）
サケロックオールスターズ アルバム『トロピカル道中』（2006年8月9日）
伴都美子 アルバム『Voice〜cover you with love〜』（2007年3月28日）
嵯峨絹子 アルバム『On/Off～Seven Colors～』（2007年6月6日）
藤田恵美 アルバム『ココロの食卓 〜おかえり愛しき詩たち〜』（2008年9月17日）
中西保志 アルバム『Standards3』（2008年11月5日）
ジェイソン・シェフ&ビル・チャンプリン アルバム『E35II-英語で歌おうJ-POP』（2008年11月28日）
古谷智志 アルバム『全裸』（2009年3月4日）
Sotte Bosse アルバム『You are mine』（2010年3月17日、2010年5月19日）
EXILE ATSUSHI ライブDVD『EXH SPECIAL EXILE ATSUSHI PREMIUM LIVE SOLO』（2010年3月24日）
岩崎宏美 アルバム『Dear Friends V』（2010年10月20日）
PUSHIM アルバム『The Great Songs』（2012年4月25日）
BENI アルバム『COVERS:2』（2012年11月7日）
堂本剛 アルバム『カバ』（2013年5月8日）
中田裕二 アルバム『PORTAS』（2020年11月18日）

君が愛を語れ
時任三郎 シングル「君が愛を語れ」（1992年6月19日）
アンディ・ホイ（許志安） ｢一個答案｣のタイトルで広東語カバー。アルバム『喜歡你是你』（1992年）